# Ciocârlia (Ialomița)
Ciocârlia è un comune della Romania di 813 abitanti, ubicato nel distretto di Ialomița, nella regione storica della Muntenia.
Il comune è formato dall'unione di 2 villaggi: Ciocârlia e Cotorca.
Contrariamente al villaggio di Cotorca, la cui esistenza è documentata fin dal 1522 e che ha fatto parte del comune di Urziceni fino al 1934, l'abitato di Ciocârlia è relativamente recente, essendo stato costruito alla fine del XIX secolo, accogliendo i primi abitanti, provenienti dai villaggi della Moldavia di Manasia e Patru Fraţi, nel 1888.

L'abitato ha una struttura regolare, con una pianta rettangolare e costruzioni molto simili tra di loro.